# 10億円会議 supported by 日本財団
『10億円会議 supported by 日本財団』（じゅうおくえんかいぎ サポーテッドバイ にっぽんざいだん）は、2019年1月15日からAbemaTVで配信されているバラエティ番組である。番組略称は『10億円会議』。

## 内容
日本財団が用意した総額10億円の資金を基に、“自分のためではなく、社会の課題を解決し、世の中に変革を起こす事業を生み出したい”という想いを持つ参加者が、資金提供を受けるためにプレゼンテーションを行う“プレゼンテーションドキュメンタリー”番組。プレゼンは5人の審査員が評価を行い、全員の心をつかむことができれば、日本財団が用意した最大10億円の資金獲得の機会を得ることができる（番組とは別途に日本財団にて審査も行う）。番組では資金獲得の合否はもちろん、その夢がどのように実現するのかもドキュメンタリーとして追跡する。
資金応募条件は「とにかく自分の周りを幸せにしたい」という思いを持つ18歳以上（高等学校在学中の人は除く）の男女（20歳未満の場合は保護者の承諾を得ていること）。反社会勢力、および密接な関係を持つ者は応募できず、違反が発覚した場合は提供資金全額を返還することとなっている。
AbemaTVと日本財団が組んだ意図をAbemaTV・藤田晋は「日本財団のような支援の仕方があるというのを若い人は知らない」ことでの広報支援。日本財団・笹川陽平は「若い世代になんとかしないといけないと思ってもらいたい」、「多様な課題解決の担い手と出会いたい」と述べている。
MCにはデーモン閣下を起用。提案者の本気度を上回るインパクト、加えて見識が広くどんな提案でも一定の理解があることから起用に至った。
2019年2月26日配信となる第6回で初の資金獲得者が誕生。
2019年5月14日配信分よりリニューアルが実施され、サブMCが塩地美澄に変更。打ちっぱなしの廃墟、黒を基調にしたセットから白を基調にしたセットに変更される。同年7月30日配信分、#25で終了を迎えた。

### 連動キャンペーン
2019年2月より社会課題解決を啓蒙する連動社会運動「10億円会議キャンペーン」をスタート。「金持ちには思いつけない世界の救い方はありますか？」などのメッセージを渋谷駅前や新聞広告として掲示。番組とは別個にツイッターで募集する。4月から番組でも“実行は難しいけれどアイディアならある”という「ちょっとしたプラン」の募集をメール、ツイッターで開始。随時番組ラストで取り上げている。

### 10億円会議プレゼンツ　書き込むあなたに会いに行きます〜SNS追跡ドキュメント〜
2019年11月12日配信開始。初回の放送話数は本編と連続した#26。セットも本編のものを流用する。
10億円会議本編において賞金を獲得した久保田かずのぶがMCを務め、自身をSNSで中傷したフォロワーにあえて自ら直接取材に出向くドキュメンタリー。11月19日の第2回では審査を務めた上西小百合との対談も行った。12月3日配信第4回で終了（通算#29）。ナレーションは伊藤裕一郎が担当。

## おもな賞金獲得者
占い天使 オッティモちゃん  506万円
普段は原宿の路上で、若者を中心に無料で占いを行う。「全国の悩める若者を、占いのパワーで救済したい」「そのために全国にある、許可が取れた84か所のフリースクールで占いや相談を行い、人には必ず良い所がある”という事を伝え自信を持ってもらいたい」という思いから全国のフリースクールに周るための交通費と宿泊費として、506万円を希望して獲得した。
吉澤ショモジ　1450万円
ホラープランナーとして、東京杉並区にある民家を利用したお化け屋敷「畏怖 咽び家」のプランニングや経営に携わる。「視覚障害者の方も楽しめるお化け屋敷をつくりたい」という思いから、「音や感触」だけを頼りに楽しめるミッション型のお化け屋敷を造るための資金として、1450万円を希望して獲得した。
中村玲菜　1150万円
東京都目黒区にあるフリースクール「Riz」の代表を務める。「悩みを抱える若者のための相談窓口としてアプリを開発したい」という思いから悩み相談アプリの開発運営資金として、1150万円を希望して獲得した。
高村治輝　1411万円
イベント制作会社を運営する26歳の経営者。今までにも数々のエンターテイメントイベントを手がけてきたが、新たに「若者の選挙投票率を上げるためのイベント」を開催したいとの思いから、1411万円を希望して獲得した。

## 出演者

### MC
- デーモン閣下（議長）
- 塩地美澄（サブMC）2019年5月14日[7] ‐ 7月30日

### 審査員
毎回5名が出演。必ず1名はお笑い芸人が入る。以下は主な出演者。
- 岡田圭右（ますだおかだ）
- 桜井野の花
- 渋谷ザニー
- 藤田志穂
- 古谷経衡
- 堀潤
- 甲斐真一郎
- Zeebra
- 村上太一
- 杉村太蔵

### 過去の出演者
- 傳谷英里香（進行）2019年1月15日 ‐ 1月29日
- 前島亜美（サブMC）2019年1月29日 ‐ 2月19日）[10][11]
- 瀧山あかね（サブMC）2019年2月26日[12] ‐ 4月30日
- 八木真澄（サバンナ）審査員として出演のほか2019年5月7日、反省座談会スペシャルでMC担当。

### おもなプレゼンター
- 占い天使 オッティモちゃん（プレゼンター）2019年2月26日(火)放送で、合格を果たす。
- 吉澤ショモジ　1450万円（プレゼンター）2019年3月5日(火)放送で、合格を果たす。
- 高村治輝（プレゼンター）2019年4月16日(火)放送で、合格を果たす。

## スタッフ
- 提供：公益財団法人日本財団
- 制作協力：フラッグス[13]
- 制作著作：AbemaTV